# Cochoa purpurea
La Cochoa Púrpura, Cochoa purpurea es una especie de ave de la familia Turdidae. 

Se puede encontrar en Bangladés, Bután, China, India, Laos, Birmania, Nepal, Tailandia, y Vietnam.
Su hábitat natural on los bosques de las tierras bajas y montañas tropicales y subtropicales.